# Whiteway
Whiteway är en ort i Kanada.   Den ligger i provinsen Newfoundland och Labrador, i den östra delen av landet, 1 700 km öster om huvudstaden Ottawa. Whiteway ligger 40 meter över havet och antalet invånare är 220.
Terrängen runt Whiteway är lite kuperad. Havet är nära Whiteway västerut.Närmaste större samhälle är Bay Roberts, 18,6 km sydost om Whiteway. 
I omgivningarna runt Whiteway växer i huvudsak blandskog. Runt Whiteway är det glesbefolkat, med 13 invånare per kvadratkilometer.